# Tabita
Tabita  è un nome proprio di persona italiano femminile.

## Varianti in altre lingue
- Catalano: Tabita[2]
- Danese: Tabita
- Greco biblico: Ταβιθα (Tabitha)[3][4]
- Hawaiiano: Kapika[5]
- Inglese: Tabitha[3][4][6], Tabatha[3][6]
  - Ipocoristici: Tab[6], Tabby[3][6], Tibby[3]
- Latino ecclesiastico: Tabita[3][4]
- Norvegese: Tabita, Tabatha, Tabithe, Tabitta
- Polacco: Tabita
- Spagnolo: Tabita[2]
- Tedesco: Tabita
  - Ipocoristici: Tabea[7]
- Ungherese: Tábita

## Origine e diffusione

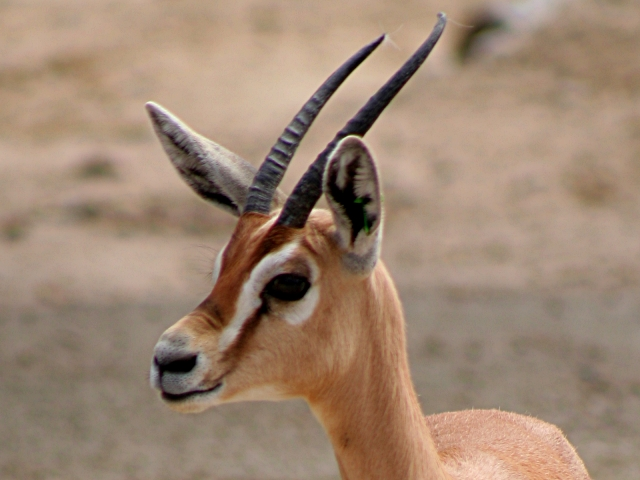
Esemplare di Gazella dorcas

Deriva, tramite il greco Ταβιθα (Tabitha) e il latino Tabita, dall'aramaico טַבְיְתָא (Ṭabīṯāʾ o Tabhyetha), tratto dall'omonimo sostantivo che vuol dire "gazzella". 
Alla base, si tratta di un nome biblico, portato negli Atti degli Apostoli da Tabita, una cristiana di Giaffa resuscitata da Pietro (At9:36-42); in alcune versioni del testo sacro questa figura viene chiamata Dorcas, un nome greco dal medesimo significato. Ha lo stesso significato anche dei nomi Zvi e Hirsh.
In Inghilterra il nome divenne comune dopo la riforma protestante, e ricevette ulteriore spinta grazie alla serie televisiva degli anni 1960 Vita da strega, dove Tabitha è la figlia della protagonista. In italiano, invece, gode di scarsissima diffusione.

## Onomastico
L'onomastico viene festeggiato il 25 ottobre in ricordo di santa Tabita, vedova, patrona delle sarte.

## Persone

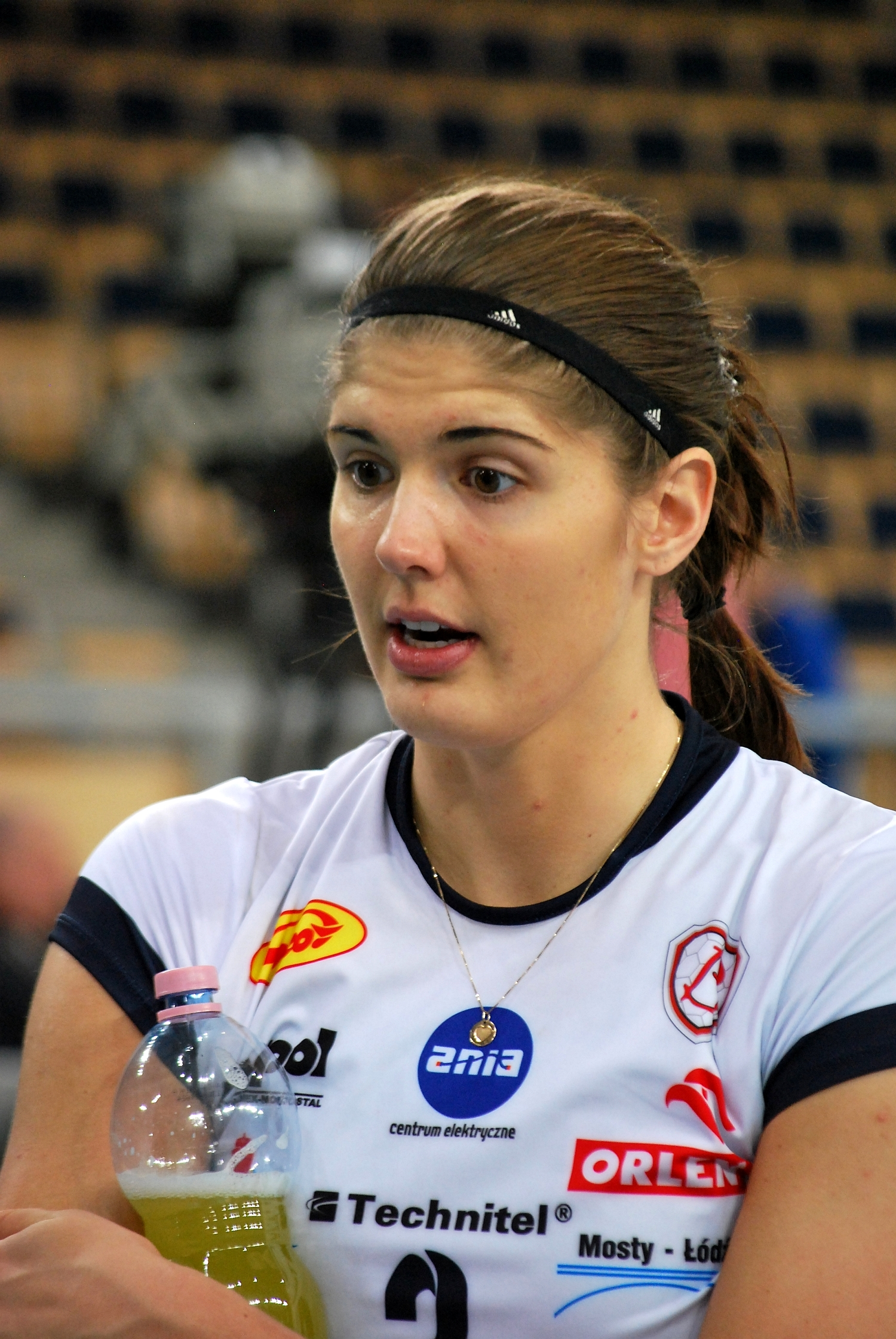
Tabitha Love

### Variante Tabitha
- Tabitha Babbitt, inventrice statunitense
- Tabitha Chawinga, calciatrice malawiana
- Tabitha Love, pallavolista canadese
- Tabitha Soren, giornalista statunitense
- Tabitha Jane Spruce, scrittrice e fotografa statunitense
- Tabitha St. Germain, attrice teatrale e doppiatrice canadese

### Variante Tabatha
- Tabatha Cash, attrice pornografica francese
- Tabatha Coffey, personaggio televisivo e parrucchiera australiana

### Variante Tabea
- Tabea Kemme, calciatrice tedesca
- Tabea Steffen, schermitrice svizzera
- Tabea Zimmermann, violista tedesca

## Il nome nelle arti
- Tabità è un personaggio della miniserie televisiva L'inchiesta.
- Tabitha è l'antagonista principale del film del 2003 Scary Movie 3 - Una risata vi seppellirà, diretto da David Zucker.
- Tabatha è il nome della figlia di Samantha nel telefilm Vita da strega.
- Tabitha Smith è un personaggio dei fumetti Marvel Comics.